# That Christmas Feeling
That Christmas Feeling – kompilacyjny album muzyczny piosenkarza Binga Crosby’ego wydany przez wytwórnię Decca Records w 1958 roku. Zawierał utwory o tematyce bożonarodzeniowej (w tym album Christmas Greetings z 1949 roku oraz 5 późniejszych nagrań). Kompilacja pierwotnie ukazała się w Stanach Zjednoczonych w 1958 jako 12-calowy album LP (DL 8781).

## Lista utworów
| A1   | „That Christmas Feeling” (Jimmy Van Heusen, Johnny Burke)                                             | 3:01 |
| A2   | „Christmas Is A-Comin' (May God Bless You)” (Frank Luther)                                            | 2:35 |
| A3   | „The Christmas Song (Merry Christmas To You)” (Mel Tormé, Robert Wells)                               | 2:52 |
| A4   | „Rudolph The Red-Nosed Reindeer” (Johnny Marks)                                                       | 2:15 |
| A5   | „Is Christmas Only A Tree” (Mark Rebek)                                                               | 2:09 |
| A6   | „You're All I Want For Christmas” (Glen Moore, Seger Ellis)                                           | 3:10 |
| A7   | „Here Comes Santa Claus (Right Down Santa Claus Lane)” /z The Andrews Sisters (G. Autry, O. Haldeman) | 2:58 |
| B1   | Christmas Carols                                                                                      |      |
| B1.1 | „Deck The Hall”                                                                                       | 3:22 |
| B1.2 | „Away In A Manger”                                                                                    | 3:22 |
| B1.3 | „I Saw Three Ships”                                                                                   | 3:22 |
| B2   | „The First Noel”                                                                                      | 2:31 |
| B3   | „Twelve Days Of Christmas” /z The Andrews Sisters                                                     | 3:17 |
| B4   | „O Fir Tree Dark” (Ken Darby)                                                                         | 2:59 |
| B5   | Christmas Carols                                                                                      |      |
| B5.1 | „Good King Wenceslas”                                                                                 | 2:59 |
| B5.2 | „We Three King Of Orient Are”                                                                         | 2:59 |
| B5.3 | „Angels We Have Heard On High (Westminster Carol)”                                                    | 2:59 |
| B6   | „I Heard The Bells On Christmas Day” (H. W. Longfellow, J. Marks)                                     | 2:43 |